# Ростовська-Ковалевська Марія Гаврилівна
Марі́я Гаври́лівна Росто́вська-Ковале́вська, до шлюбу Ніколенко (нар. 20 листопада (8 листопада) 1886, с. Пастирське, нині Смілянського району Черкаської області — пом. 18 вересня 1974, Одеса) — українська оперна та камерна співачка (лірико-колоратурне сопрано), драматична акторка, освітянка і мемуаристка.

## Життєпис
Співу навчалась в студії Київської опери.
1902—1907 років навчалась вокалу у Катерини Массіні.
З 1902 року співала в хоровій капелі М. Лисенка.
Також відвідувала драматичну студію Лєсневич-Носової, брала уроки у драматичного актора Є. Нєдєлі і режисера Київської опери Я. Гельрота. 1907 року стажувалась у М. Медвєдєва.
Співала в Ростові, Житомирі, Тифлісі (1909—1912), Баку (1910).
1910, а також 1914 року виступала в антрепризі М. Боголюбова у Києві.
Співала в Ризі, Казані (1911). Працювала в трупах Єкатеринбурга (антреприза П. Давидова, 1912—1913), Харкова, Ташкента (1913—1914), Мінська, Саратова, Кишинева, Вільно, Миколаєва (1915—1922).
З 1916 року викладала в Миколаївському музичному училищі, в 1920—1922 — в Миколаївській народній консерваторії.
1923—1924 — працювала в Одеському оперному театрі.
1947 — початок 1950-х — працювала в м. Бережани: керівницею драматичних гуртків у Будинку культури, в середній школі, в педагогічному училищі.
1951—1954 викладала в Братському педагогічному училищі Миколаївської області, пізніше — до 1957 викладала у Вищій музичній академії в Одесі.
Авторка спогадів.
Померла 1974 року в Одесі.

## Партії
Володіла гарним голосом «сріблястого тембру» і акторським талантом.
Виконала понад 40 вокальних партій, зокрема в операх «Запорожець за Дунаем» С. Гулака-Артемовського, «Наталка Полтавка» М. Лисенка, «Євгеній Онєгін», «Пікова дама» П. Чайковського, «Кармен» Ж. Бізе, «Іван Сусанін» М. Глінки.

## Спогади
- Зустрічі з Зінаїдою Рибчинською / Ростовська-Ковалевська М. Г. // Українські співаки у спогадах сучасників / Автор-упорядник Іван Лисенко. — К.: Рада, 2003. — С. 233
- Незабутні зустрічі / Ростовська-Ковалевська М. Г. // Олександр Мишуга: Спогади. Матеріали. Листування. — К.: Музика, 1971.
- Незабутні зустрічі / Марія Ростовська-Ковалевська // Олександр Мишуга — король тенорів / автор-упорядник М. Головащенко. — К.: Музична Україна, 2004. — С. 103—108.
- Мій перший учитель / М. Ростовська-Ковалевська // М. В. Лисенко у спогадах сучасників: спогади / упор. О. Лисенко; ред та комент. Р. Пилипчука. — К.: Музична Україна, 1968.
- Ростовська-Ковалевська М. У весняні дні (1958).
- Уроки у весняні дні / Марія Ростовська-Ковалевська // Видатний співак. Спогади про Олександра Пилиповича Мишугу / [ред. І. Деркач]. — Львів: Каменяр, 1964. — С. 70–73.
- Через пятьдесят лет / Мария Григорьевна // Урал. — 1972. — № 10. — С. 147—151(рос.)
- Ростовская-Ковалевская М. Г. Две встречи // Н. Н. Фигнер: Вопоминания. Письма. Материалы. — Ленинград: Искусство, 1968. — С. 113—116.(рос.)
- Ростовская-Ковалевская М. Г. Воспоминания оперной артистки о работе в городах большой провинции в дореволюционное время и после (до 1925).(рос.)